# 포포카테페틀산

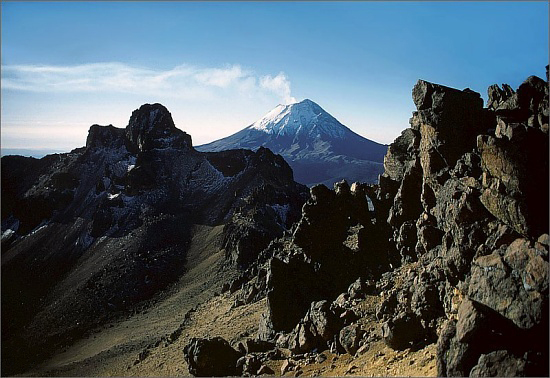

포포카테페틀산(Popocatepetl)은 멕시코에 있는 화산으로, 일본에 있는 후지 산, 케냐와 우간다 국경에 있는 엘곤 산과 같은 성층 화산이다.
이 화산은 활화산이며 분화 기록이 남아 있다(2012년에도 분화를 한 기록이 남아있음).